# Canines (roman)
Pour les articles homonymes, voir canines.
Canines est un roman d'Anne Wiazemsky paru en 1993 et ayant obtenu le Prix Goncourt des lycéens cette même année.
Il raconte le parcours d'Alexandra, une comédienne de 31 ans, qui se débat avec ses histoires d'amour et sa carrière. Le récit se centre notamment autour de sa relation compliquée avec son metteur en scène et ex-amant, Jean Lucerne, lors de la mise en scène de Penthésilée, une tragédie de Kleist.

## Résumé
L'histoire se déroule à Paris. Le roman commence sur la séparation douloureuse d'Alexandra et Adrien : ce dernier doit rejoindre sa famille au Japon pour plusieurs années. Tout au long du livre, le mal-être d'Alexandra vis-à-vis de cette rupture l'étouffera et l'empêchera de profiter des gens qu'elle rencontre, des opportunités qui lui sont offertes. Pour ne pas succomber au désespoir, elle décide d'accepter la proposition de Lucerne, son ancien amant, de jouer le rôle de Prothoé dans son adaptation de Penthésilée. Elle s'intègre donc à une troupe dont elle connaît déjà une partie des membres : parmi eux, Alma, une travailleuse acharnée qui interprètera le rôle de Penthésilée, et David Mathews, un danseur britannique, qui interprètera le rôle d'Achille. Les répétitions sont racontées avec ses nombreuses tensions amoureuses, la relation entre le régisseur Jo et sa femme Linou, entre Lucerne, alcoolique et violent, et Alexandra qui se refuse à lui, entre Alma, folle amoureuse, et Lucerne, qui lui prête une attention strictement professionnelle.